# Cochliobolus ovariicola
Cochliobolus ovariicola är en svampart som beskrevs av Alcorn 1990. Cochliobolus ovariicola ingår i släktet Cochliobolus och familjen Pleosporaceae.   Inga underarter finns listade i Catalogue of Life.